# Andriej Pierwozwannyj
Andriej Pierwozwannyj (ros. Андрей Первозванный) − rosyjski, a następnie radziecki pancernik generacji przeddrednotów, należący do typu Andriej Pierwozwannyj, wchodzący w skład Floty Bałtyckiej. Okręt ten (jak również inne okręty tego typu) praktycznie nie brał aktywnego udziału w I wojnie światowej. W 1917 roku po rewolcie przeprowadzonej przez marynarzy tego okrętu, jednostka ta została przejęta przez bolszewików i została użyta do ostrzeliwania fortu Krasnaja Gorka. Podczas wojny domowej w Rosji (w 1919 roku) został storpedowany przez brytyjskie kutry torpedowe CMB. Okręt nigdy nie został w pełni naprawiony, w 1923 roku przeznaczono go na złom a 21 listopada 1925 roku ostatecznie złomowano. Nazwa okrętu nawiązuje do postaci św. Andrzeja Apostoła, który w Rosji czczony jest jako Andriej Pierwozwannyj (Andrzej Pierwszy Powołany).
Okręty typu  Andriej Pierwozwannyj miały stanowić powiększoną i ulepszoną wersję typu Borodino, z częścią artylerii średniej przekształconą w artylerię główną drugiego kalibru.